# Brewood and Coven
Brewood and Coven es una parroquia civil del distrito de South Staffordshire, en el condado de Staffordshire (Inglaterra).

## Geografía
Según la Oficina Nacional de Estadística británica, Brewood and Coven tiene una superficie de 50,54 km².

## Demografía
Según el censo de 2001, Brewood and Coven tenía 7071 habitantes (48,96% varones, 51,04% mujeres) y una densidad de población de 139,91 hab/km². El 17,03% eran menores de 16 años, el 74,97% tenían entre 16 y 74, y el 8% eran mayores de 74. La media de edad era de 43,51 años. Del total de habitantes con 16 o más años, el 19,16% estaban solteros, el 64,6% casados, y el 16,24% divorciados o viudos.
Según su grupo étnico, el 98,54% de los habitantes eran blancos, el 0,65% mestizos, el 0,57% asiáticos, el 0,14% negros, y el 0,06% chinos. La mayor parte (97,82%) eran originarios del Reino Unido. El resto de países europeos englobaban al 1,02% de la población, mientras que el 1,16% había nacido en cualquier otro lugar. El cristianismo era profesado por el 86,23%, el budismo por el 0,07%, el hinduismo por el 0,2%, el islam por el 0,14%, el sijismo por el 0,28%, y cualquier otra religión, salvo el judaísmo, por el 0,06%. El 7,28% no eran religiosos y el 5,74% no marcaron ninguna opción en el censo.
Había 3051 hogares con residentes, 65 vacíos, y 5 eran alojamientos vacacionales o segundas residencias.